# Brevicella
Brevicella é um gênero de mariposa pertencente à família Crambidae.